# Георгатос, Григорис
Григорис Георгатос (род. 31 октября 1972 в Пирее) — греческий футболист. Как правило, он играл на позиции левого защитника, значительную часть карьеры провёл в чемпионате Греции за «Олимпиакос». Георгатос также сыграл 35 матчей и забил 3 гола за сборную Греции, дебютировав 6 сентября 1995 года. Благодаря частым подключениям к атакам по левому флангу, хорошим подачам и силовой манере игры он получил прозвище «греческий Роберто Карлос».

## Карьера
Его дебют в чемпионате состоялся в сезоне 1991/92 в составе клуба «Панахаики». После четырёх с половиной сезонов и 22 голов в 126 матчах в сезоне 1995/96 он перешёл в «Олимпиакос». С новым клубом он трижды выиграл чемпионат: в 1997, 1998 и 1999 годах — в последнем сезоне он стал лучшим бомбардиром клуба, несмотря на своё оборонительное амплуа.
Он дебютировал в сборной Греции в сентябре 1995 года в матче отбора на чемпионат Европы по футболу 1996 года против Сан-Марино. Он ушёл со сборной в сентябре 2001 года, как сообщается, после спора с тренером Отто Рехагелем, тем не менее он сыграл более 30 матчей за сборную своей страны.
В сезоне 1998/99 в игре Лиги чемпионов против «Ювентуса» Георгатос привлёк внимание итальянского клуба «Интернационале», куда в сезоне 1999/2000 перешёл за € 7 млн. Он успешно адаптировался в Серии А, сыграв 28 матчей и забив 2 гола за «Интер». Несмотря на это, в следующем сезоне он вернулся в «Олимпиакос» на правах сезонной аренды. В следующем сезоне он вернулся в Серию А — Георгатос решил вернуться в «Интер» после потери своего места в основе в «Олимпиакосе». Несмотря на возвращение в «Интер», он не мог вернуться в первую команду из-за травмы, которая вывела его из строя на некоторое время, он сыграл только 10 матчей и забил 1 гол за сезон.
Не сумев вновь закрепиться в Италии, Георгатос быстро вернулся в Грецию, присоединившись к афинскому АЕКу. В сезоне 2002/03 он сыграл 23 матча, а АЕК финишировал третьим, он также выходил на поле в четырёх из шести матчей клуба в Лиге чемпионов. В следующем сезоне он забил шесть голов в шести матчах, но в АЕКе ему не хватало стабильности, поэтому в январе он снова вернулся в «Олимпиакос» и помогая клубу финишировать вторым. В 2006 году Георгатос выразил намерение закончить свою карьеру в «Олимпиакосе», когда продлил контракт на один год до июля 2007 года, в конце сезона он вышел в отставку.